# 細斑刺鼻單棘魨
細斑刺鼻單棘魨（学名：Cantherhines pardalis），又稱細斑前孔魨、豹紋單棘魨，是輻鰭魚綱魨形目鱗魨亞目單棘魨科的其中一種。分布于红海、印度洋非洲东岸到太平洋中部夏威夷群岛、南至新几内亚、北至日本以及西沙群岛海域等，属于暖水性鱼类。
种加词 pardalis 意为“豹纹的”。

## 深度
水深0至20公尺。

## 特徵
本魚體呈橢圓形且側扁，吻長，頭高，口端位，體側有許多不規則但大小小於眼徑的褐色斑塊組成，在斑塊間的縫隙則為更淡的顏色。在頭部斑塊則延長呈條塊狀。各鰭條上皆無斑塊或條紋；尾鰭末緣圓但其外緣為黃色，尾柄相當短，吻長，頭高，腹鰭緣呈藍綠色、背鰭兩個與臀鰭的後面鰭條可達尾鰭基部、背鰭棘膜呈暗色、尾鰭呈淡黃褐色。體披小鱗，尾柄鱗片延長呈絲狀。體色多變，有灰色、棕色、深褐色等。背鰭硬棘2枚、背鰭軟條32-36枚、臀鰭軟條29-32枚，體長可達25公分。

## 生態
本魚棲息在清澈的向海礁坡上，由喜在珊瑚茂密的區域出沒，多單獨行動且高度警戒性，幼魚和成魚有時會與植物和藻類一起漂流。屬雜食性，以底棲生物為食。

## 經濟利用
為觀賞性魚類。